# SingStar Vol. 3: Party Edition
SingStar Vol. 3: Party Edition è un videogioco musicale sviluppato dal SCE London Studio e pubblicato da Sony Computer Entertainment esclusivamente per PlayStation 3. Il gioco è stato annunciato il 20 agosto 2008 ed è stato commercializzato il 14 novembre 2008 in Europa. L'edizione italiana è intitolata Singstar a tutto pop.

## Tracce nell'edizione inglese[1]
- Aerosmith – "Cryin'"
- Amy McDonald – "This is the Life"
- Barry Manilow – "Copacabana"
- Coldplay - "Viva La Vida"
- David Bowie – "Space Oddity"
- Deep Blue Something – "Breakfast at Tiffanys"
- Dizzee Rascal ft. Calvin Harris & Chrome – "Dance Wiv Me"
- Fall Out Boy - "This Ain't A Scene...It's An Arms Race"
- Feargal Sharkey - "A Good Heart"
- Fergie - "Big Girls Don't Cry"
- Gwen Stefani ft Akon – "The Sweet Escape"
- Happy Mondays - "Kinky Afro"
- Heaven 17 - "Temptation"
- KD Lang - "Constant Craving"
- Kate Bush – "Babooshka"
- Leo Sayer – "You Make Me Feel Like Dancing"
- Lionel Richie - "All Night Long"
- Michael Jackson – "Billie Jean"
- Paul McCartney & Stevie Wonder – "Ebony & Ivory"
- Queen – "Killer Queen"
- Sara Bareille – "Love Song"
- Smashing Pumpkins - "1979"
- Take That – "Could it Be Magic"
- Texas – "Say What You Want"
- The Communards - "Never Can Say Goodbye"
- The Ting Tings – "Shut Up and Let Me Go"
- Timbaland ft. Keri Hilson – "The Way I Are"
- Timbaland ft. OneRepublic – "Apologize"
- Transvision Vamp - "Baby I Don't Care"
- Vampire Weekend - "Oxford Comma"

## Tracce nella versione italiana[2]
- Anna Tatangelo - "Il Mio Amico"
- Biagio Antonacci - "Iris"
- Carmen Consoli - "Amore Di Plastica"
- Edoardo Bennato - "L'Isola Che Non C'è"
- Fabio Concato - "Speriamo Che Piova"
- Fabrizio Moro - "Eppure Mi Hai Cambiato La Vita"
- Finley - "Ricordi"
- Finley - "Tutto È Possibile"
- Franco Battiato - "Bandiera Bianca"
- Gianluca Grignani - "Cammina Nel Sole"
- Gigi D'Alessio - "Quanti Amori"
- Irene Grandi - "Buon Compleanno"
- Jovanotti - "Fango"
- Jovanotti - "Ti Sposerò"
- L'Aura - "Basta!"
- Laura Pausini - "Resta In Ascolto"
- Ligabue - "Happy Hour"
- Ligabue - "Ho Perso Le Parole"
- Marina Rei- "primavera"
- Max Pezzali - "Eccoti"
- Max Pezzali - "Torno Subito"
- Negrita - "Non Ci Guarderemo Indietro Mai"
- Niccolò - "Fabi Milioni Di Giorni"
- Omar Pedrini - "Shock"
- Pino Daniele - "Dubbi non ho"
- Simone Cristicchi - "Ti Regalerò Una Rosa"
- Tiziano Ferro - "E Raffaella È Mia"
- Tiziano Ferro - "Rosso Relativo"
- Vasco Rossi - "C'è Chi Dice No"
- Velvet - "Boy Band"